# Code de la rue
 (juin 2020).
Le Code de la rue est l'ensemble des règlements de circulation urbaine qui existent en Belgique. En France, il n'en est qu'au stade de projet.

## Historique
Avant l'émergence de la notion de code de la rue, des aménagements ont été faits pour les piétons :
- 1868 : Premier feu de signalisation à Londres.
- 1907 : Premier chemin cycliste en Allemagne.
- 1914 : Premiers feux de trafic à Cleveland.
- 1920 : Premiers feux tricolores à Détroit et New York.
- 1922 : Premier feu tricolores européens à Paris. Premiers feux tricolores allemands à Hambourg.
- 1933 : Premiers feux piétons à Copenhague.
- 1937 : Premiers feux piétons allemands à Berlin.
- 1948 : Premiers passages piétons à ligne blanche à Londres.
- 1949 : Passage piéton présent dans le Convention de Vienne sur la circulation routière.
- 1952 : Premier passage piéton zébré en Allemagne.
- 1953 : La législation allemande reconnaît nationalement le passage piéton.
- 1957 : Introduction d'une vitesse limite à 50 km/h en Allemagne.
- 1964 : les piétons ont la priorité sur les passages piétons en Allemagne.
- 1968 : Convention de Vienne sur la circulation routière.
- 1980 : Introduction des zones de traffic-calmed dans la législation allemande.
- 1983 : Test des zones 30 en Allemagne, dans des zones pilotes.
- 1985 : Bergen en Norvège introduit le paiement de la conduite en centre ville.
- 1990 : Introduction des zones 30 en France.
- 2005 : Directive européenne (2003/102/EC) pour la conception de l'avant des véhicules pour protéger les piétons et autres usagers vulnérables.
- 2008 : Introduction des zones environnementales (vignettes d'émissions) en Allemagne.
- 2011-2014 : le correcteur électronique de trajectoire (ESP) devient obligatoire en Europe.

## En Belgique
En Belgique, on appelle code de la rue (Straatcode en néerlandais) l'arrêté royal du 4 avril 2003 modifiant l’arrêté royal du 1er décembre 1975 portant règlement général sur la police de la circulation routière. Cet arrêté a fortement modifié le code de la route.
Les principaux éléments du code de la rue sont :
- l'obligation de prudence du plus fort vis-à-vis du plus faible. Ainsi, le camion doit adapter sa vitesse à l'approche d'une voiture, la voiture à l'approche d'un vélo et le vélo à l'approche d'un piéton.
- les trottoirs traversants, qui font monter les automobiles lors d'un croisement plutôt que de faire descendre les piétons sur la chaussée.
- les sens uniques limités, permettant aux vélos de circuler dans les deux sens dans une rue à sens unique pour les automobiles.
- la prise en compte des engins de déplacement (rollers, trottinettes, etc.), qui doivent suivre les règles des piétons s'ils  restent à la vitesse du pas ou les règles des cyclistes lorsqu'ils dépassent cette vitesse.

## En France
En France, la Délégation à la sécurité et à la circulation routières (DSCR) a créé en 2006 un groupe de réflexion « code de la rue » français.
Cette démarche participative animée par la DSCR avec l'aide du centre d'études sur les réseaux, les transports, l'urbanisme et les constructions publiques (Benoît Hiron) comprend un comité de pilotage se réunissant deux fois par an et un comité technique se réunissant à une fréquence mensuelle. Les premiers travaux de cette démarche ont concerné le principe de prudence, les zones de circulation particulière et le double-sens cyclable.
Ce travail s'est concrétisé par le décret du 30 juillet 2008 avec par exemple :
- l'introduction du principe de prudence dans le code de la route (Art R.412-6) : c'est désormais celui qui a la protection la plus efficace, le plus fort, qui a la responsabilité de faire attention à celui qui a la protection la plus faible ;

- la création de la zone de rencontre ;

- la généralisation des doubles-sens cyclables dans la zone de circulation apaisée (zone 30, zone de rencontre et aires piétonnes).

Ce travail se poursuit avec de nouveaux chantiers sur les trottoirs, les stationnements…
Le CERTU s'appuie sur chaque centre d'études techniques de l'Équipement (CETE) pour la diffusion de ce projet cohérent avec le programme partenarial «Une Voirie pour Tous».